# Kapas
Kapas (en malai: Pulau Kapas) és una illa de l'estat malai de Terengganu, amb una illa més petita, Pulau Gemia, situada al nord. Mesura aproximadament 1,5 per 2,5 km. El seu nom, Kapas («cotó»), fa referència a les platges blanques de l'illa, que té selva tropical, aigües cristal·lines, platges de sorra blanca i esculls de corall a les aigües circumdants. S'hi arriba amb transbordador des de la població costanera de Marang. A Kapas es duen a terme investigacions sobre el caragol de terra del gènere Amphidromus.

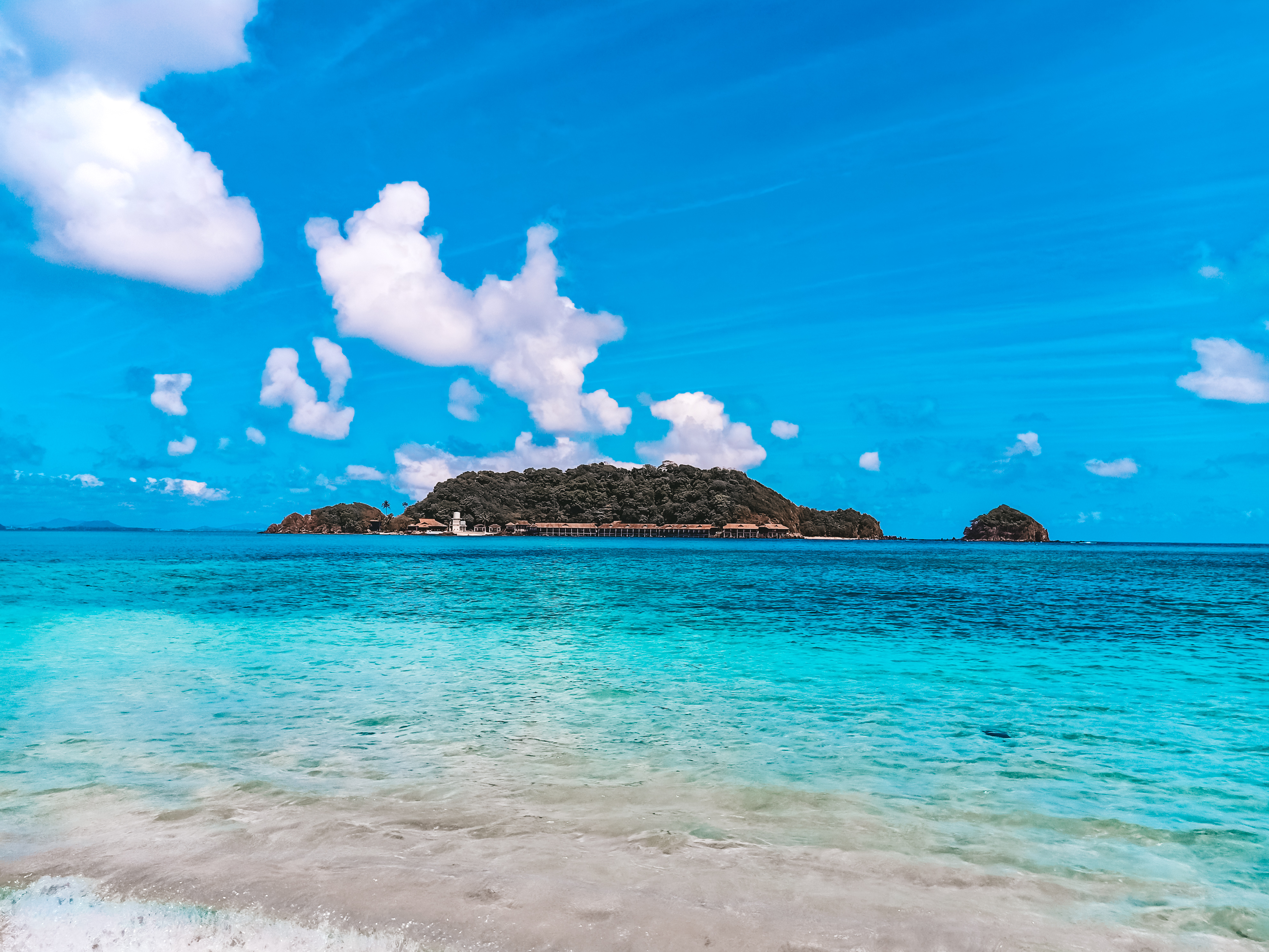
Vista de Pulau Gemia des de Pulau Kapas

La temporada de pluges arriba als pics entre novembre i març de cada any, i la majoria d'establiments hotelers romanen normalment tancats des de finals d'octubre fins a finals de febrer per les tempestes.